# Izbat Shufa
Iktaba, en arabe : عزبة شوفة, est un village du gouvernorat de Tulkarem en Palestine, au nord-ouest de la Cisjordanie et au sud-est de Tulkarem. Selon le recensement du Bureau central palestinien des statistiques, la localité compte une population de 1 456 habitants en 2017.